# Ziębice
Ziębice (niem. Münsterberg, cz. Minstrberk, łac. Monsterberga, Sambicensium) – miasto w Polsce położone w województwie dolnośląskim, w powiecie ząbkowickim, siedziba gminy miejsko-wiejskiej Ziębice. Według danych Głównego Urzędu Statystycznego z 1 stycznia 2023 miasto miało 7995 mieszkańców (451. miejsce w Polsce).
W mieście znajduje się Muzeum Domu Śląskiego, które posiada w swoich zbiorach dużą kolekcję sprzętu gospodarstwa domowego w tym żelazek, naczyń, sztućców, mebli oraz zbiory śląskiej sztuki i rzemiosła artystycznego z bogatą kolekcją śląskiego artysty malarza i kolekcjonera Josepha Langera, który był mieszkańcem miasta.

## Nazwa
Miejscowość była wzmiankowana jako Sambice w 1234. Ten i podobne zapisy (np. Sambiz, Sambicia) można odczytać jako Zębice, czyli osada potomków kogoś, kto nosił imię bądź przezwisko Ząb, albo też Sambice, tj. siedlisko potomków Samba (Sambora). Po lokacji miasta (przed 1250) wchodzi w użycie nazwa Münsterberg, w języku niemieckich kolonistów znacząca „wzgórze klasztorne” lub „wzgórze z wysokim kościołem, wysoką wieżą”, jednak poprzednia nazwa była jeszcze używana, o czym świadczy dokument z 1268, gdzie określono miasto jako Sambiz oder Munstenberg. Mylnie, jako Brukaliz, wymieniono Ziębice w łacińskim dokumencie z 9 maja 1256 sygnowanym przez księcia Przemysła I z 1256 roku wydanym w Poznaniu.
W historii miasta pojawiały się różne warianty niemieckiej nazwy i różne jej adaptacje do języka łacińskiego, czeskiego i polskiego. Np. w dokumencie lennym z 1336 miasto wymienione jest jako Munsterberch, w Kronice Zbrasławskiej (1340) Monsterberch, w dokumentach i listach książąt podiebradzkich (1472–1500) Minsterberk, Minstrberk, Munsterberk, na mapie Śląska Martina Helwiga (1561) Monsterberg, w wydanym po polsku zarządzeniu Fryderyka II Wielkiego (1750) Minsterberga. W śląski regionalista i historyk Mikołaj Henel z Prudnika wymienił miejscowość w swoim dziele o geografii Śląska pt. Silesiographia podając jej łacińskie nazwy: Monsterberga, Sambicensium.
Nazwę Zambice oraz Ziembice w książce Krótki rys jeografii Szląska dla nauki początkowej wydanej w Głogówku w 1847 wymienił śląski pisarz Józef Lompa. Współczesną nazwę miasta zatwierdzono 19 maja 1946.

## Położenie
Według danych z 1 stycznia 2011 powierzchnia miasta wynosiła 15 km².
Historycznie leży na historycznym Dolnym Śląsku na Przedgórzu Sudeckim. W latach 1975–1998 miasto administracyjnie należało do woj. wałbrzyskiego.

## Historia
Kalendarium:

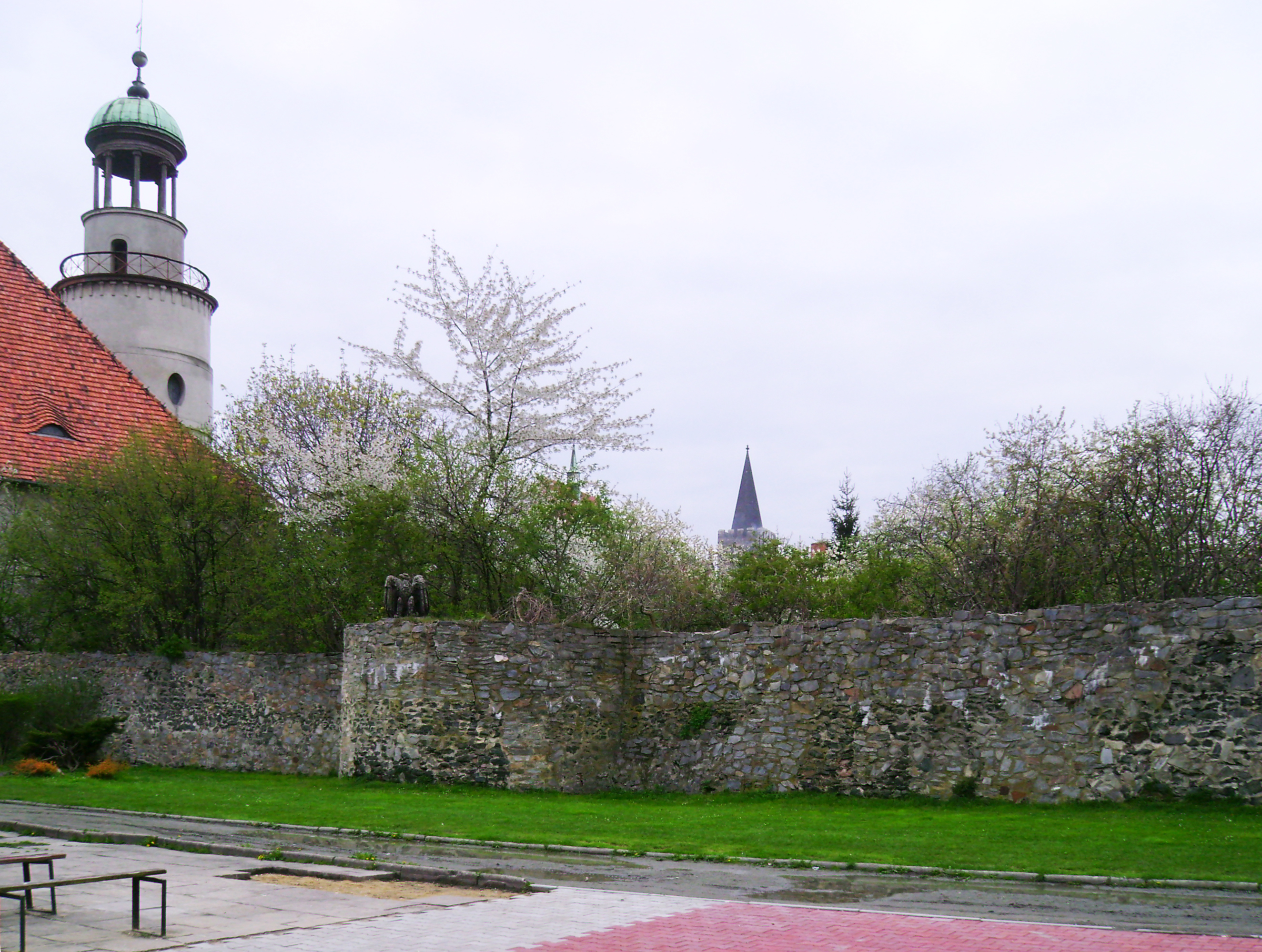
Mury obronne (XIII-XIV w.)

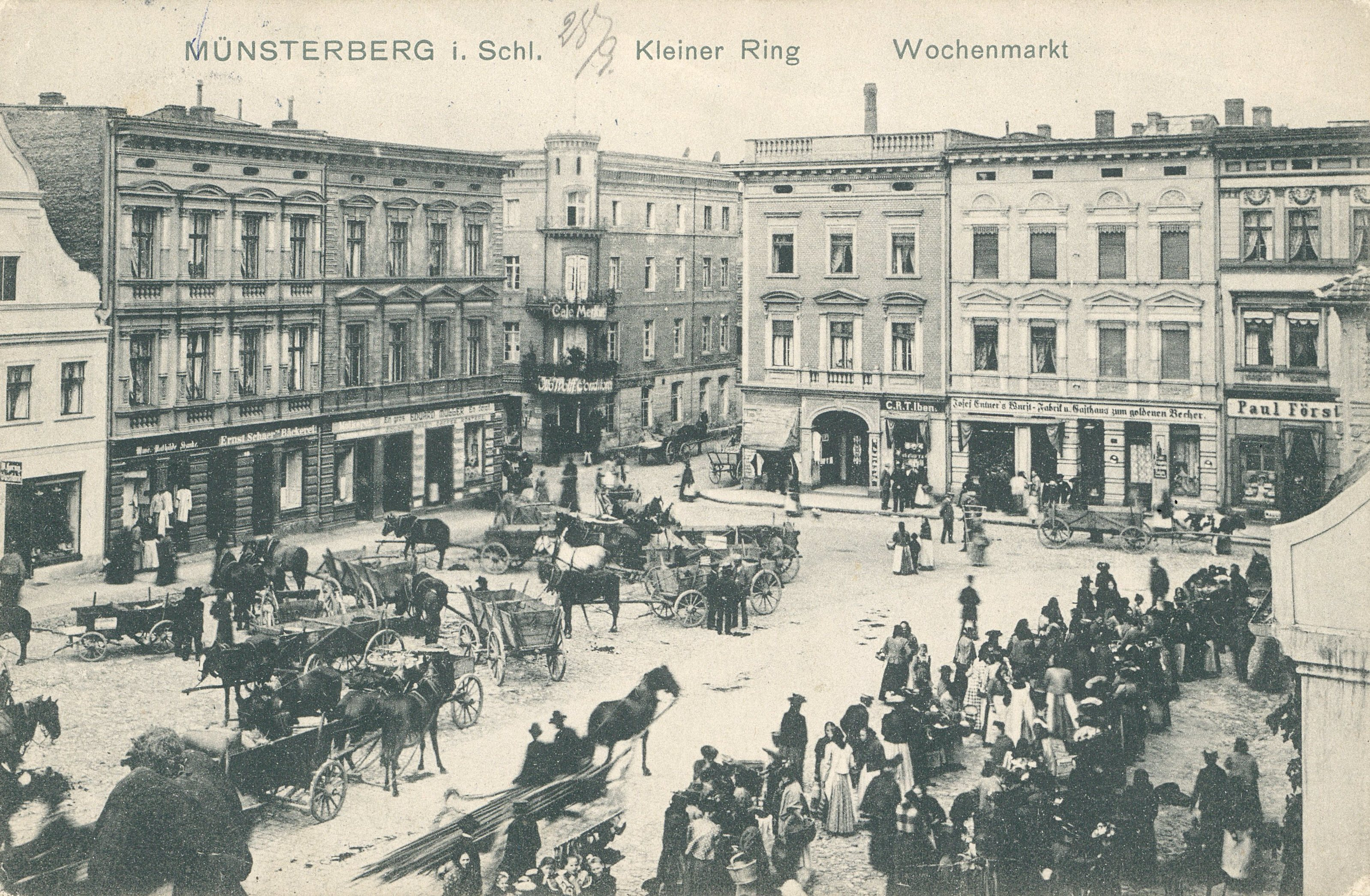
Rynek około 1911

- 1234 – średniowieczna osada targowa Sambice wzmiankowana w kronikach[12].
- ok. 1250 – miasto lokowane przez księcia śląskiego Henryka III na miejscu dawnej polskiej osady zniszczonej przez Tatarów w 1241.
- 1253 – wymienione w kronikach jako miasto[13].
- 1290 – po śmierci Henryka IV Prawego miasto przechodzi z rąk Piastów wrocławskich do świdnickich.
- koniec XIII w. – Bolko I Surowy, książę świdnicko-jaworski buduje zamek, który najpierw będzie siedzibą kasztelana a później rezydencją książąt ziębickich.
- przełom XIII i XIV w. – duży ośrodek rzemieślniczy (tkactwo, piwowarstwo i bednarstwo) i handlowy[12].
- 1322–1428 – stolica piastowskiego księstwa ziębickiego do śmierci księcia ziębickiego Jana w bitwie pod Starym Wielisławiem.
- 1336–1806 – księstwo ziębickie, wraz z całym Śląskiem stanowi część Rzeszy Niemieckiej[potrzebny przypis].
- 1454–1647 – księstwo we władaniu dynastii Podiebradów.
- 1488 – wyburzenie zamku książęcego (resztki zamku widoczne były jeszcze w 1809, kiedy w tym miejscu zakładano ogród)[14].
- 1526 – miasto wraz z Królestwem Czech przechodzi we władzę Habsburgów[12]
- 1654 – cesarz Ferdynand III Habsburg nadaje księstwo ziębickie słoweńskim Auerspergom[12].
- II poł. XVII w. – rozwój uprawy chmielu i piwowarstwa[12]
- 1742 – na skutek wojen śląskich miasto zostaje przyłączone do Królestwa Prus.
- 1791 – książę Karl Josef von Auersperg sprzedaje księstwo wraz z Ząbkowicami Śląskimi królowi pruskiemu Fryderykowi Wilhelmowi II.
- 1795 – powstanie wolnego mniejszego państwa stanowego ziębicko-ząbkowickiego – oba miasta wyłączono ze sprzedaży księstwa ziębickiego Ludwigowi W. von Schlabrendorfowi (za 300 000 talarów).
- 1818–1932 – siedziba powiatu[12].
- XIX w. – rozwój przemysłu: fabryka chemiczna, zakłady ceramiczne i spożywcze, połączenie kolejowe w 1872 ze Strzelinem, w 1873 z Kamieńcem Ząbkowickim.
- 1905 – w mieście mieszkało 8475 osób, w tym 98% Niemców, 0,8% Polaków i 0,8% Żydów. 78,3% mieszkańców jest katolikami, zaś 20,8% – ewangelikami[15].
- 1945 – przyłączenie miasta do Polski, wysiedlenie dotychczasowej ludności do Niemiec.
- 1951 – odsłonięcie obelisku ku czci Armii Czerwonej znajdującego się przy pl. 15 Grudnia[16].
- 1974 – odsłonięcie w parku miejskim monumentalnego Pomnika Zwycięstwa – pomnika Orła Piastowskiego wg projektu Tadeusza Tellera (1929–2022)[16][17].
- 2008 – 28 maja 2008 roku ziębicki kościół św. Jerzego Męczennika został nominowany przez papieża Benedykta XVI tytułem bazyliki mniejszej; ogłoszenie nominacji odbyło się 29 listopada 2008 roku.

W miejscowości działało Państwowe Gospodarstwo Rolne Ziębice.

## Demografia
Piramida wieku mieszkańców Ziębic w 2014 roku.

## Administracja
| Niemiecka nazwa | Obecna nazwa    | W przeszłości                    | Obecny status                  |
| --------------- | --------------- | -------------------------------- | ------------------------------ |
| Berghof         | Górniki-Kolonia | kolonia, przysiółek wsi Dębowiec | niestandaryzowana część miasta |
| Viehhöfe        | Krówniki        | folwark, przysiółek wsi Nieszków | niestandaryzowana część miasta |
| Reindörfel      | Nieszków        | wieś                             | część miasta                   |

| Miasta i samorządy partnerskie | Kraj              |
| ------------------------------ | ----------------- |
| Jaroměř                        | Czechy            |
| Ebreichsdorf                   | Austria           |
| Brighton                       | Stany Zjednoczone |

## Zabytki

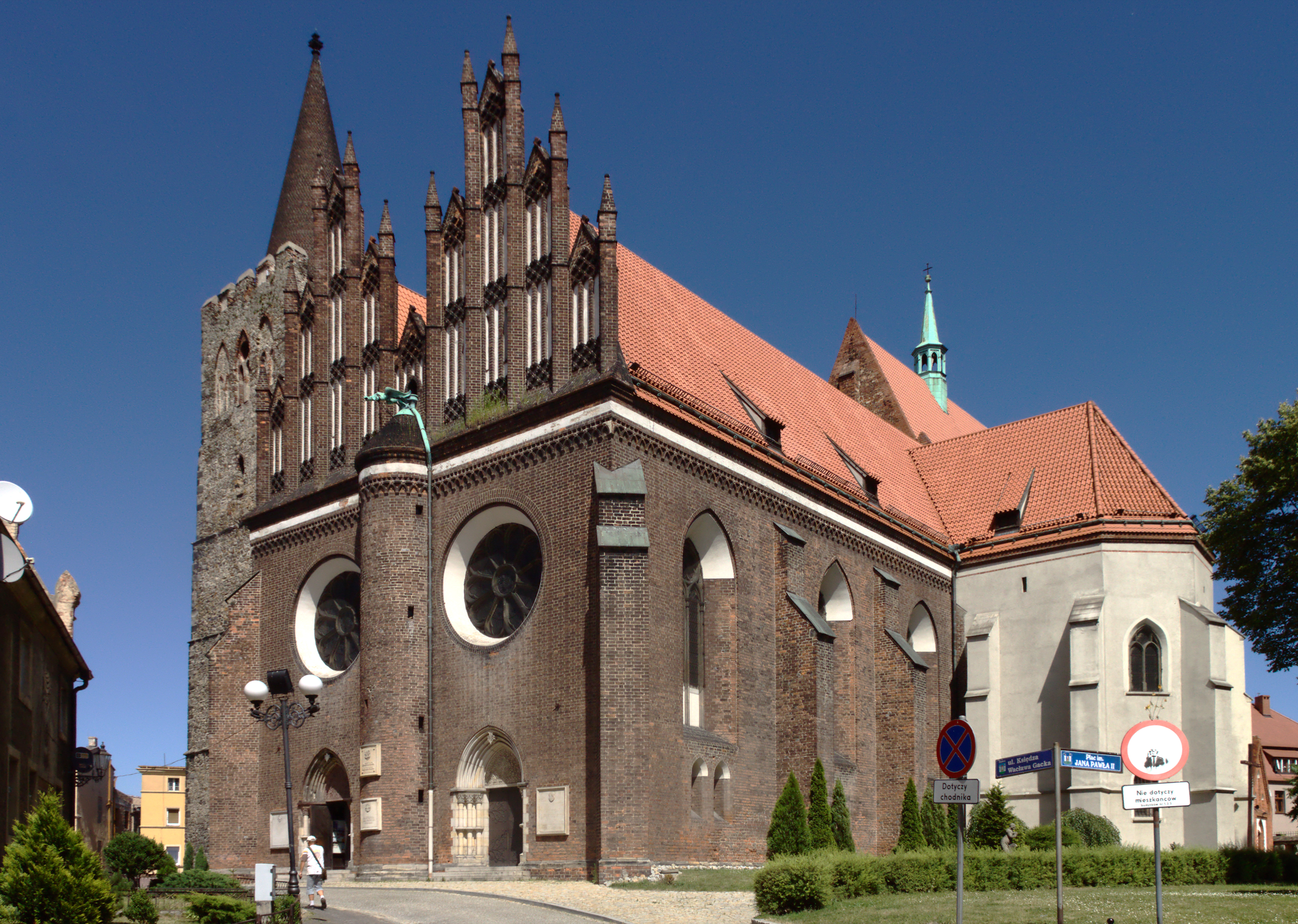
Bazylika św. Jerzego Męczennika i Sanktuarium Męki Pańskiej w Ziębicach z XIII wieku

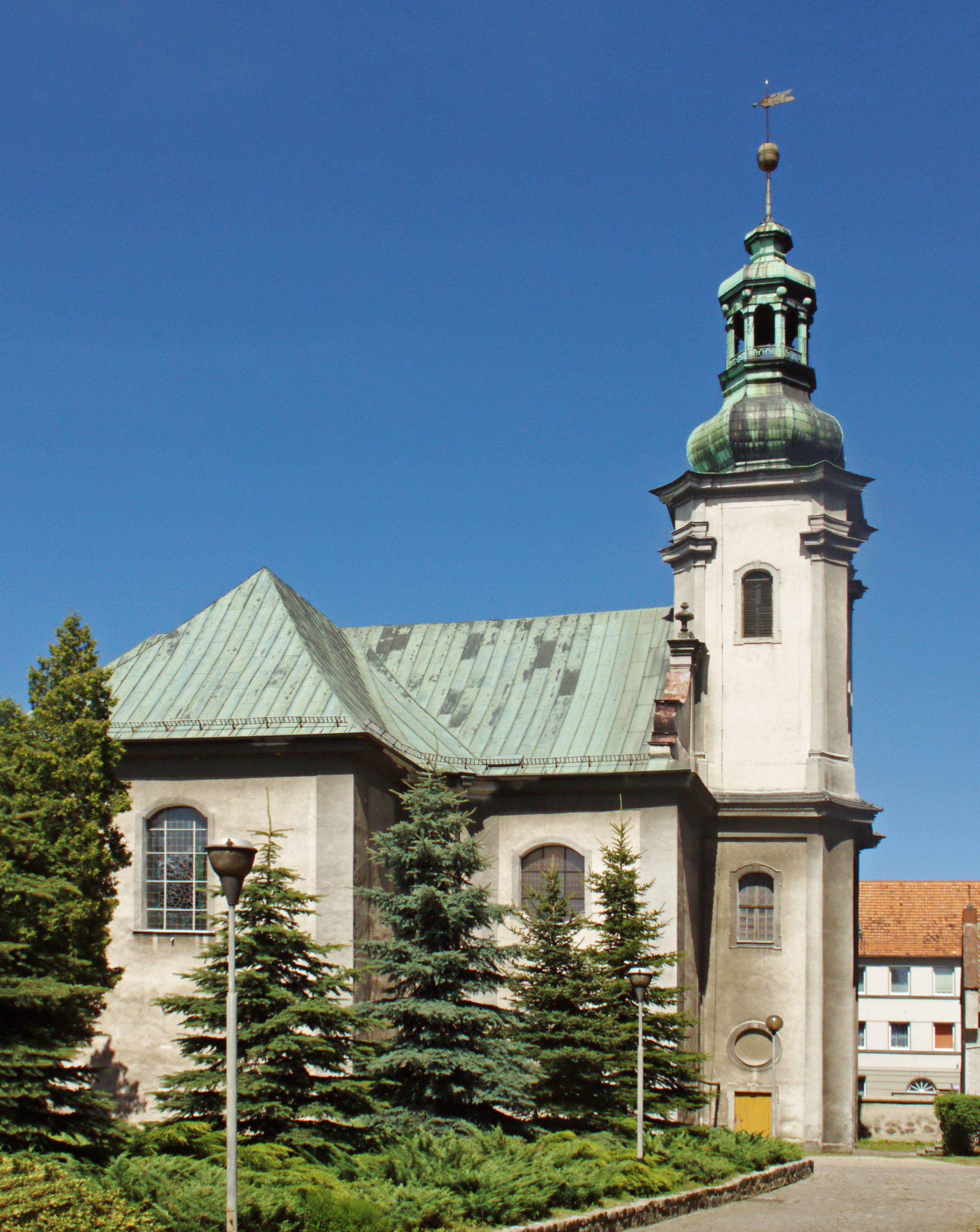
Zespół poklasztorny krzyżowców z Czerwoną Gwiazdą – kościół pw. św. Piotra i Pawła.

Do wojewódzkiego rejestru zabytków wpisane są:
- historyczne centrum miasta ze średniowiecznym układem ulic.
- kościół par. – bazylika pw. św. Jerzego Męczennika i sanktuarium Męki Pańskiej, z 1270 r., XIV w., XV w., XIX w.
- dawny kościół ewangelicki, obecnie sala gimnastyczna, z l. 1796–1797, 1902 r.
- synagoga, obecnie nieużytkowana, ul. Wąska 9, z 1844–1845
- zespół klasztorny krzyżowców z czerwoną gwiazdą, z ok. 1270 r. w obecnym kształcie z XVIII w., XIX w./XX w., ul. Kolejowa 29: kościół, pw. śś. Piotra i Pawła, klasztor, obecnie szpital
- cmentarz żydowski, ul. Piaskowa, z poł. XIX w.: kaplica przedpogrzebowa, ogrodzenie
- mury obronne, fragmenty z XIII–XIV w.
- brama Paczkowska, z 1491 r. – XV w.
- ratusz miejski z XIX wieku z wcześniejszą wieżą z wieku XVI. Fundamenty wieży pochodzą z pierwszego ratusza z epoki średniowiecza. Sama wieża jest renesansowa i jest pozostałością po drugim tzw. „starym ratuszu” zbudowanym w drugiej połowie XVI wieku. Gmach budynku przebudowano w 1890 r. w stylu eklektycznym, neogotyckim z neorenesansowym, nowy ratusz
- wille, ul. Bolesława Chrobrego 11, z 1899 r., nr 12, z l. 1899–1900
- dawna szkoła parafialna, obecnie dom, ul. Księdza Gacka 5 (d. Kościelna 1), z 1565 r., 1725 r.
- dawna remiza straży pożarnej, ul. Garbarska 3, z XIX w.
- dom, ul. Grunwaldzka 2 b, po 1870 r.
- domy, ul. Kolejowa 22, 26, 28, z XVII w., XVIII w., pocz. XIX w./XX w.
- dom, ul. Kościelna 6, 8, z XVIII w., XIX w.
- dom, ul. Przemysłowa 2, z XVIII w., k. XIX w.
- kamienice mieszczańskie w Rynku – domy: Rynek 2, 4, 5, 6, 7, 8, 9, 10, 11, 12, 14, 20, 22, 42, XVI, XVII, XVIII w. po 1860–1880, XIX w., l. 1900–1910, pocz. XX w.
- kamienica, obecnie hotel, Rynek 31, z 1702 r., XIX w.
- miejski dwór-dom opatów cysterskich z Henrykowa, Rynek 42, z 1600 r., 1702 r.
- dawny urząd skarbowy, obecnie szkoła, pl. Wolności 1, z 1910 r.
- zespół cukrowni, ul. Przemysłowa, z 1883 r., l. 1920–1930 budynki: pakowni cukru, produktowni, surowni i filtracji, krajalnicy, płuczki buraków, suszarni cukru, biura technicznego

Inne zabytki:
- kolumna maryjna z 1686 r.[27]
- kaplica Bożego Ciała, z 1738 r. wybudowana na miejscu zamku książęcego, który został zniszczony w 1488.
- pomnik Orła Piastowskiego zbudowany na 1000-lecie istnienia Państwa Polskiego.

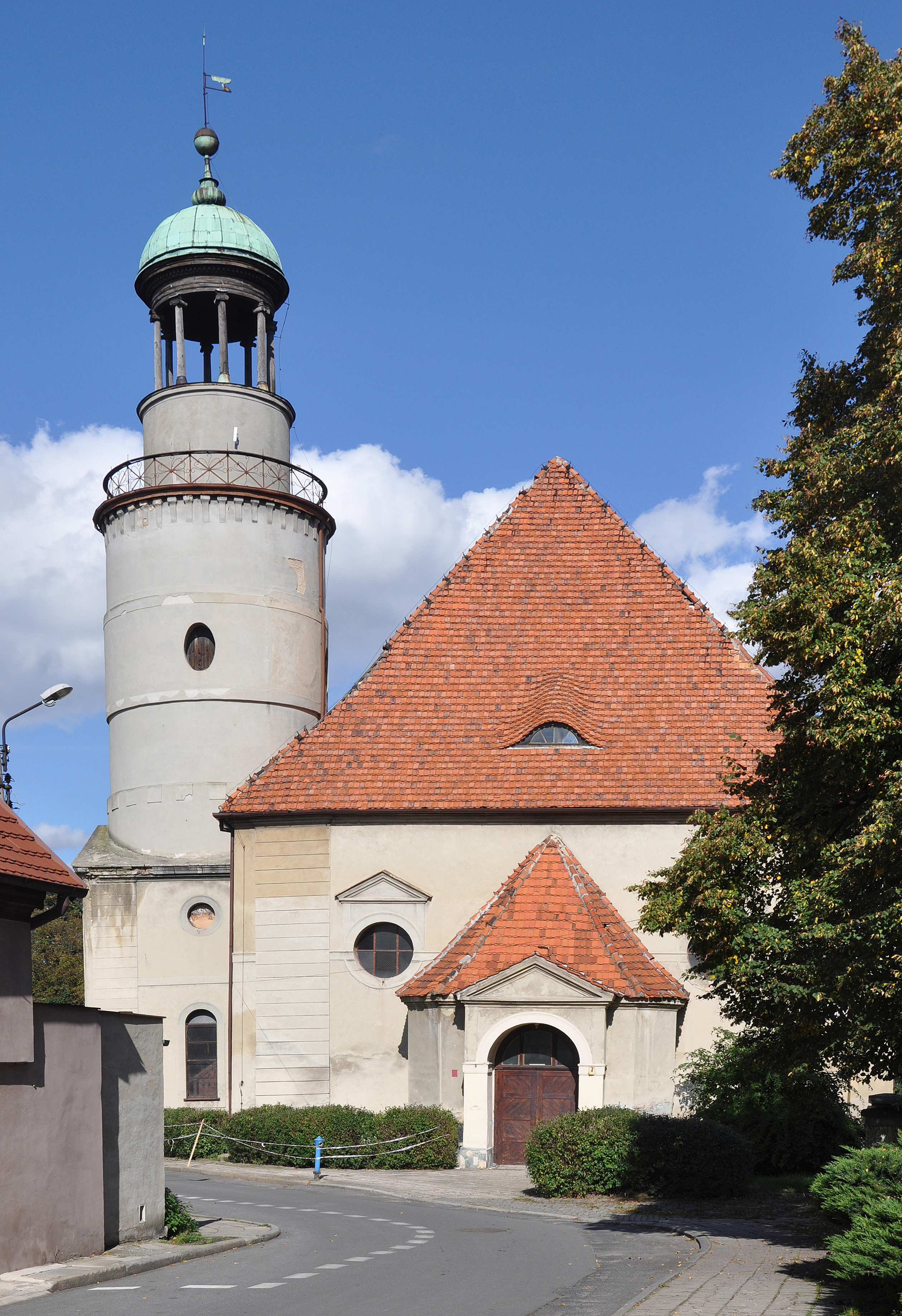
Kościół ewangelicki
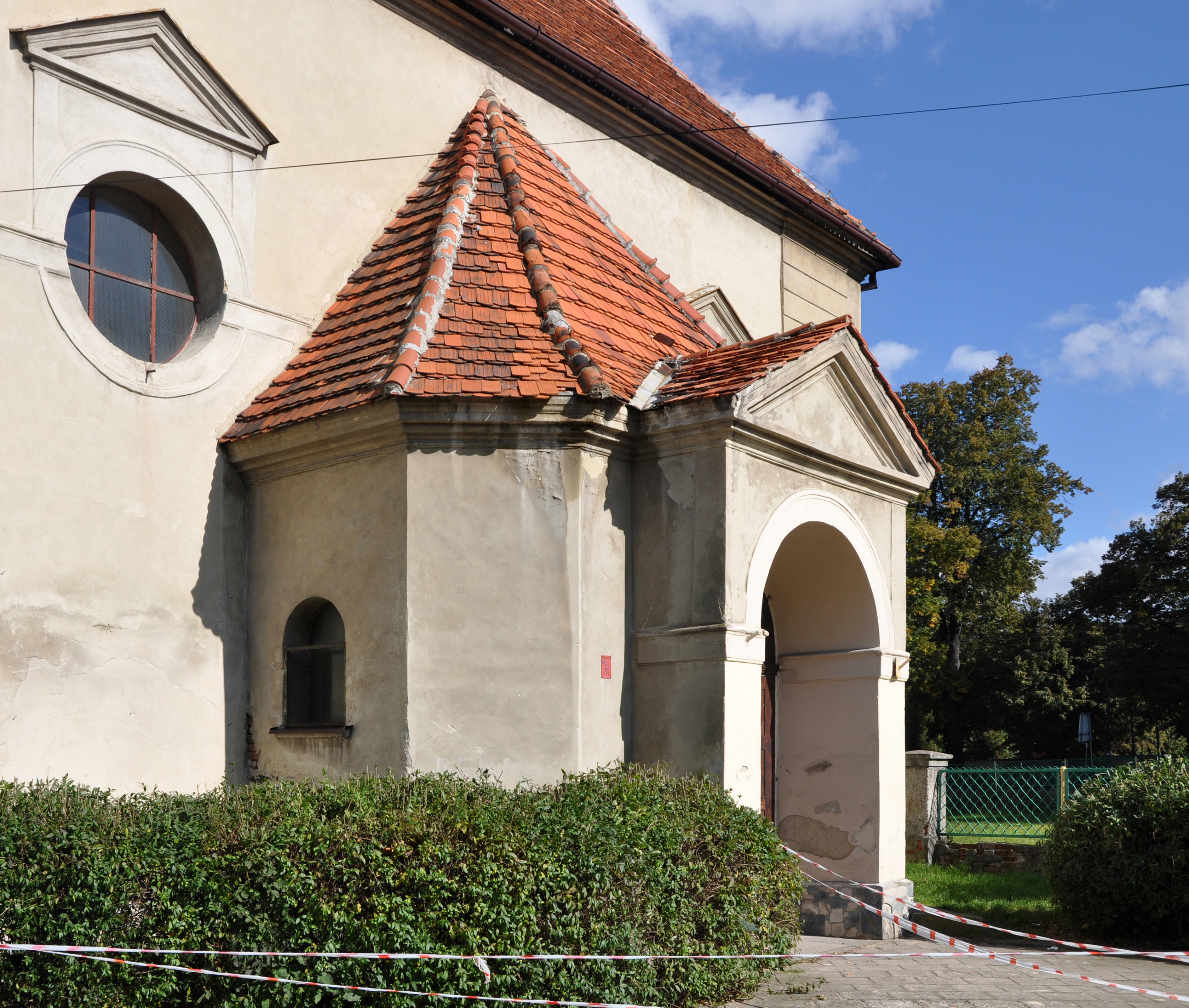
Kruchta kościoła ewangelickiego
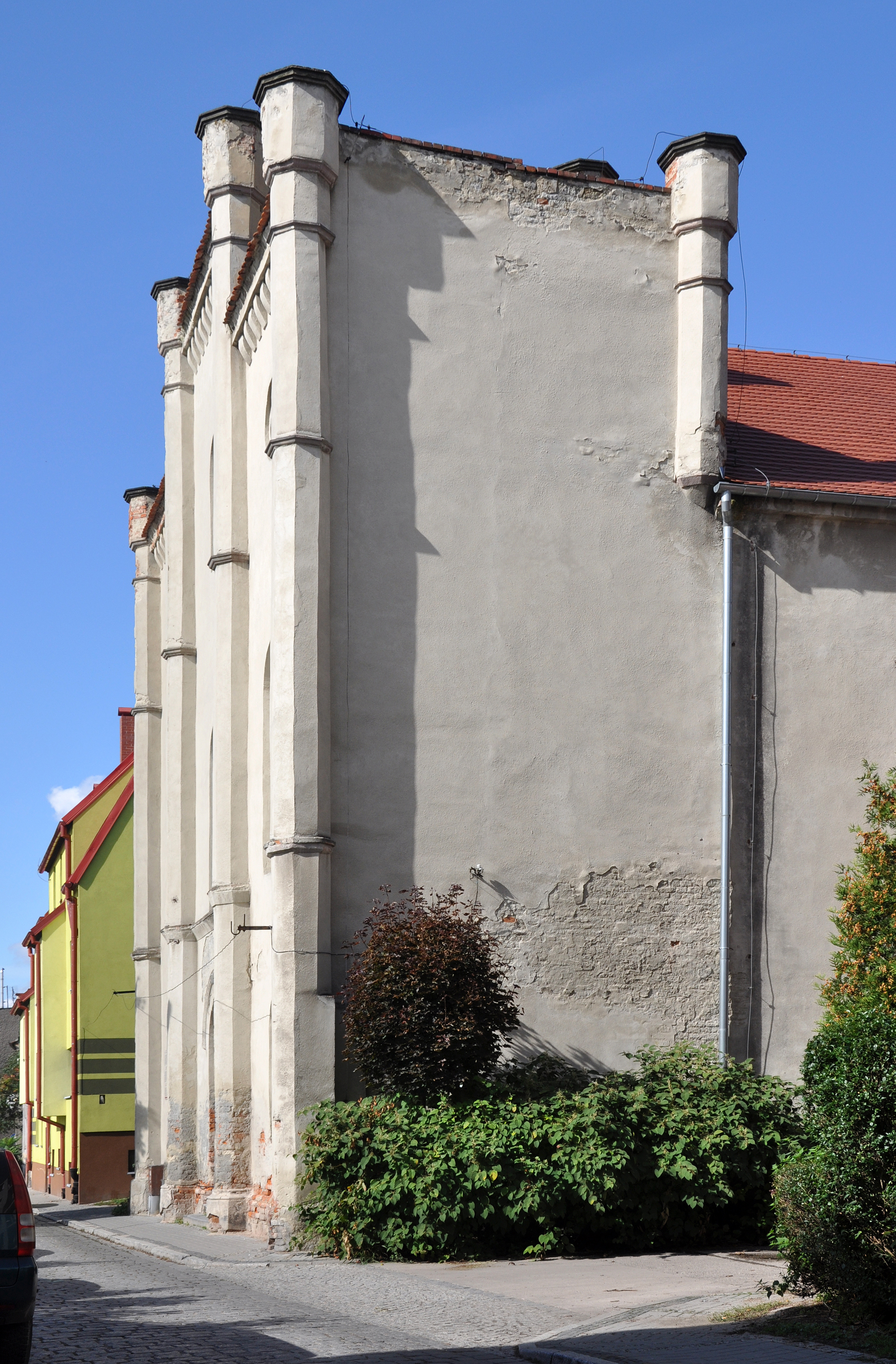
Synagoga
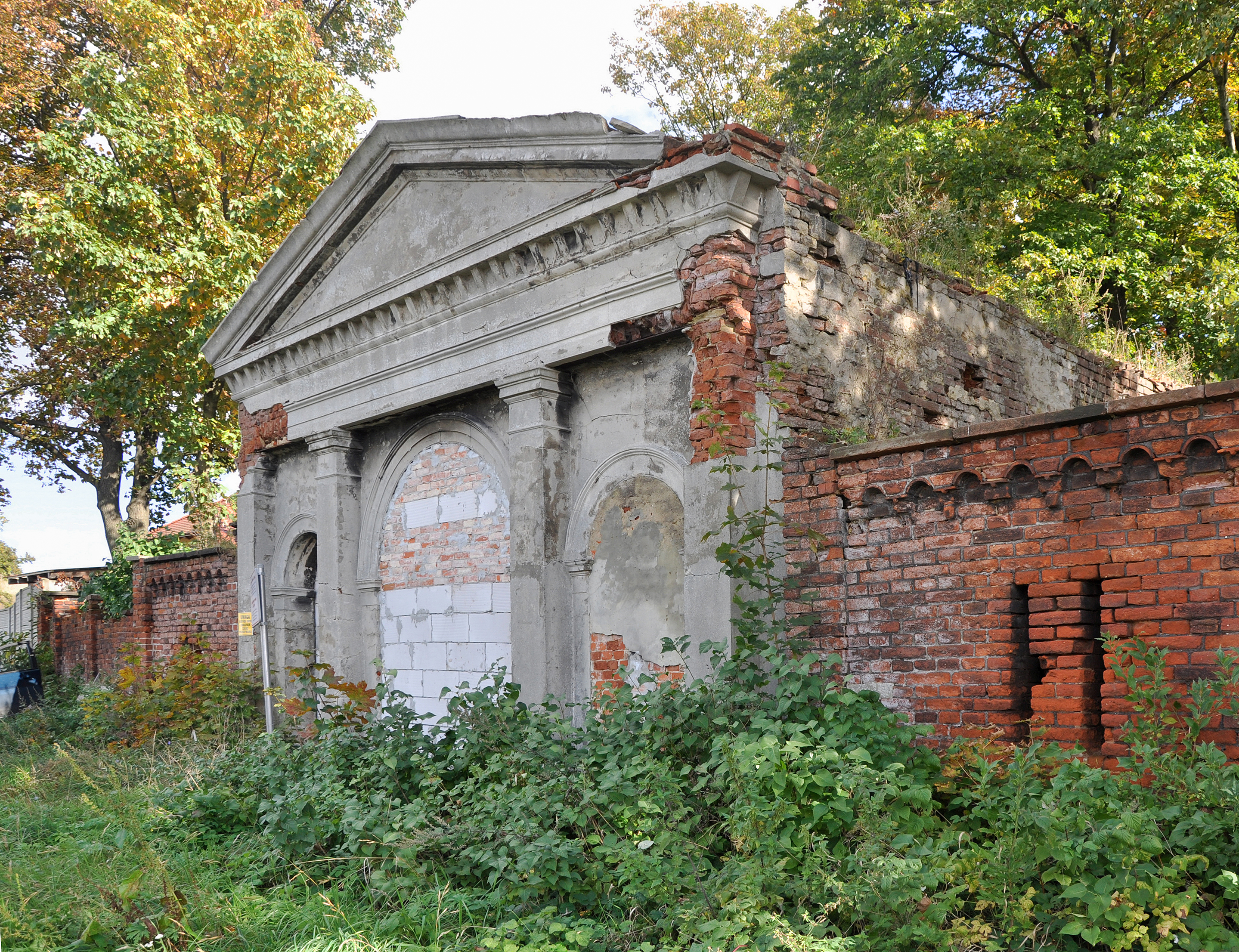
Cmentarz żydowski
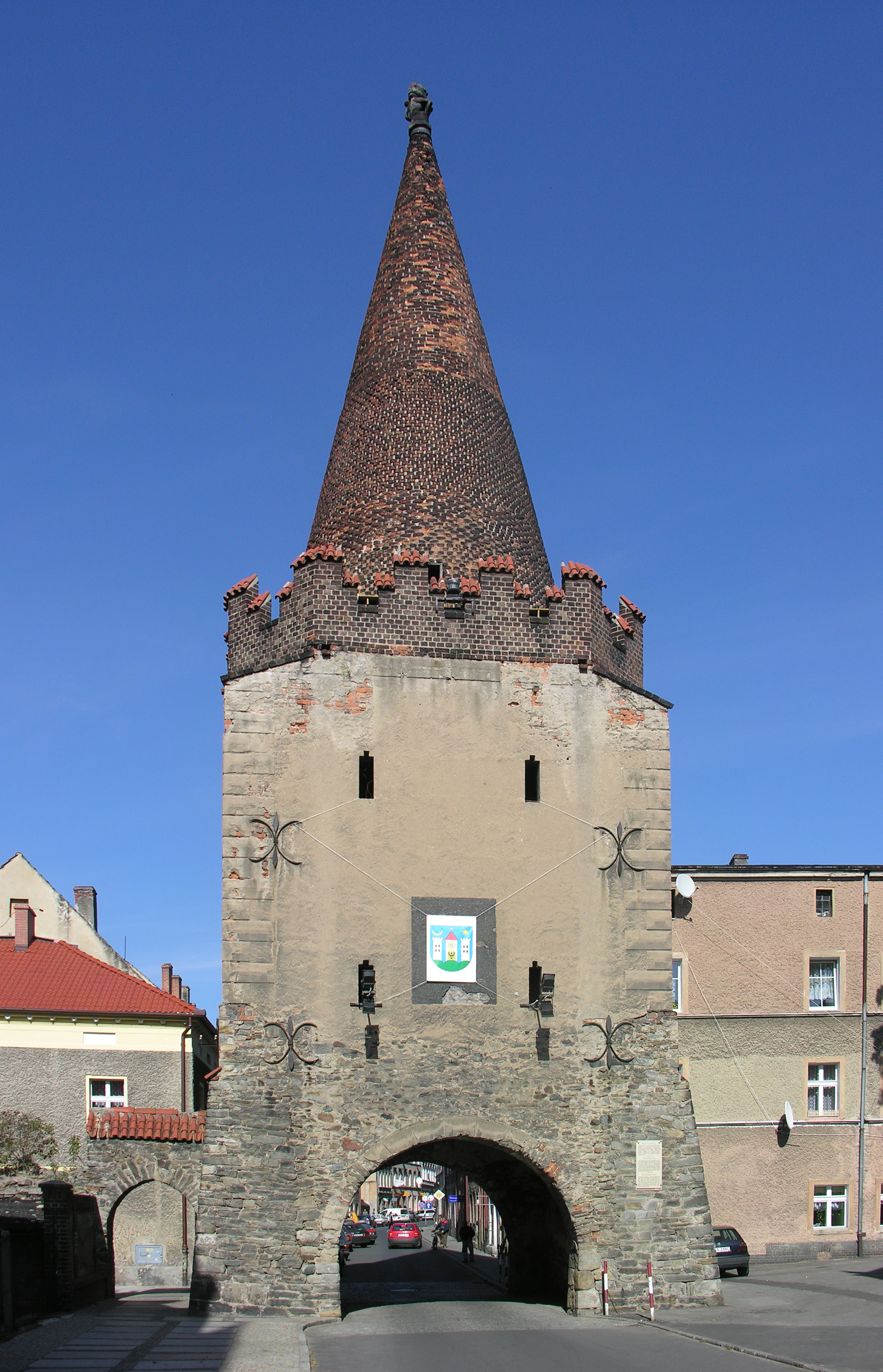
Brama Paczkowska
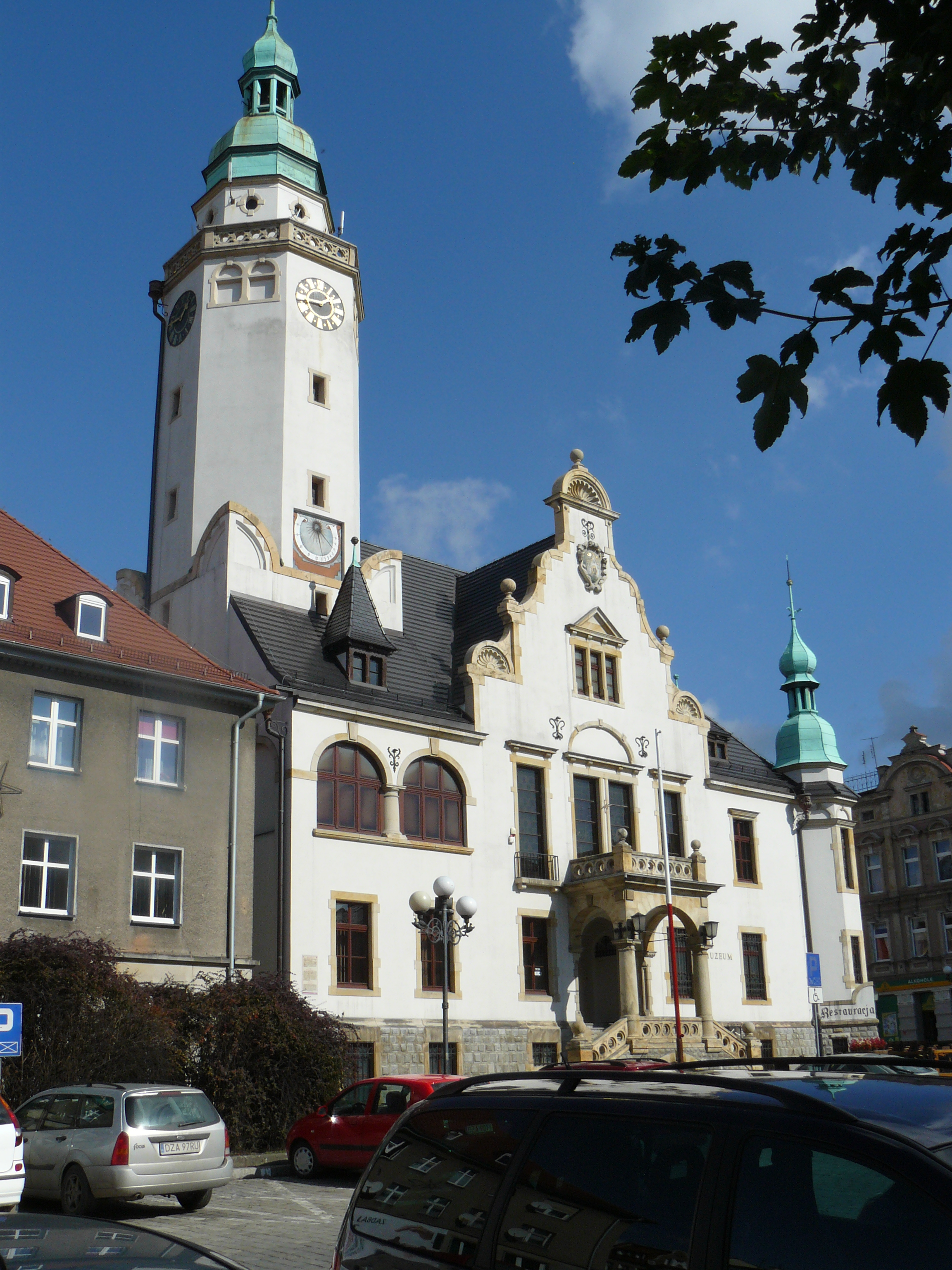
Ratusz
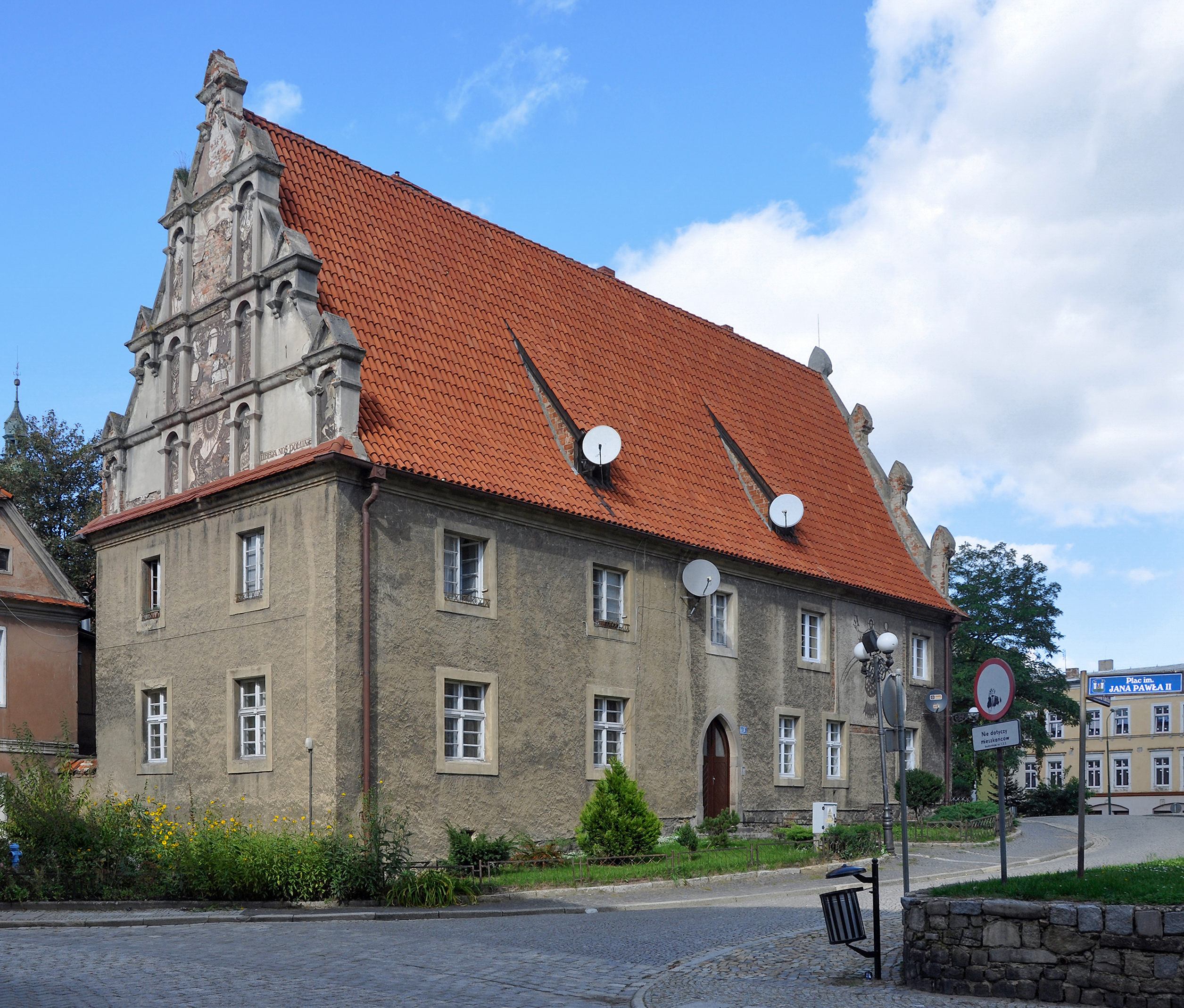
Dawna szkoła parafialna
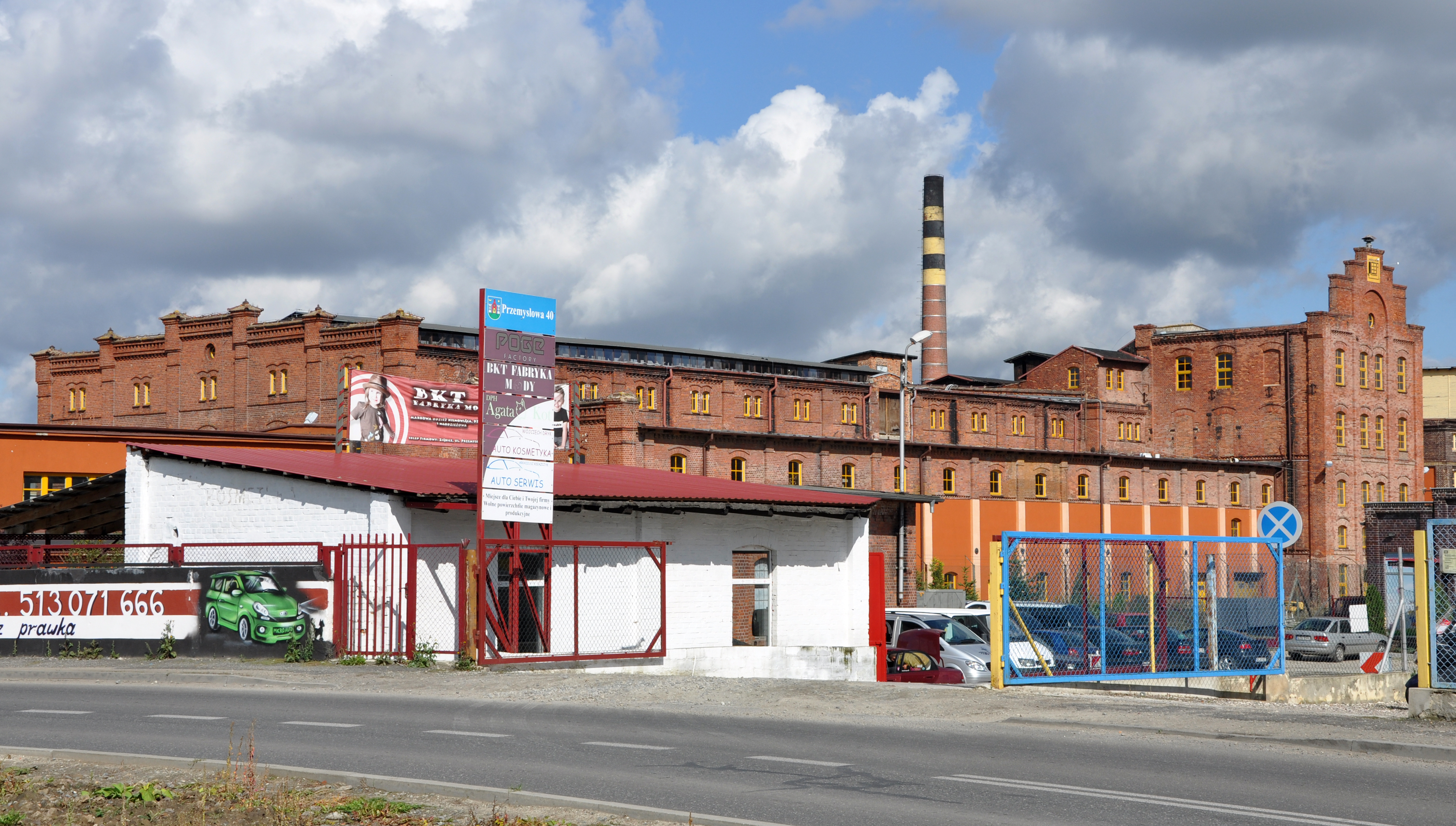
Budynki zabytkowej cukrowni

## Kultura

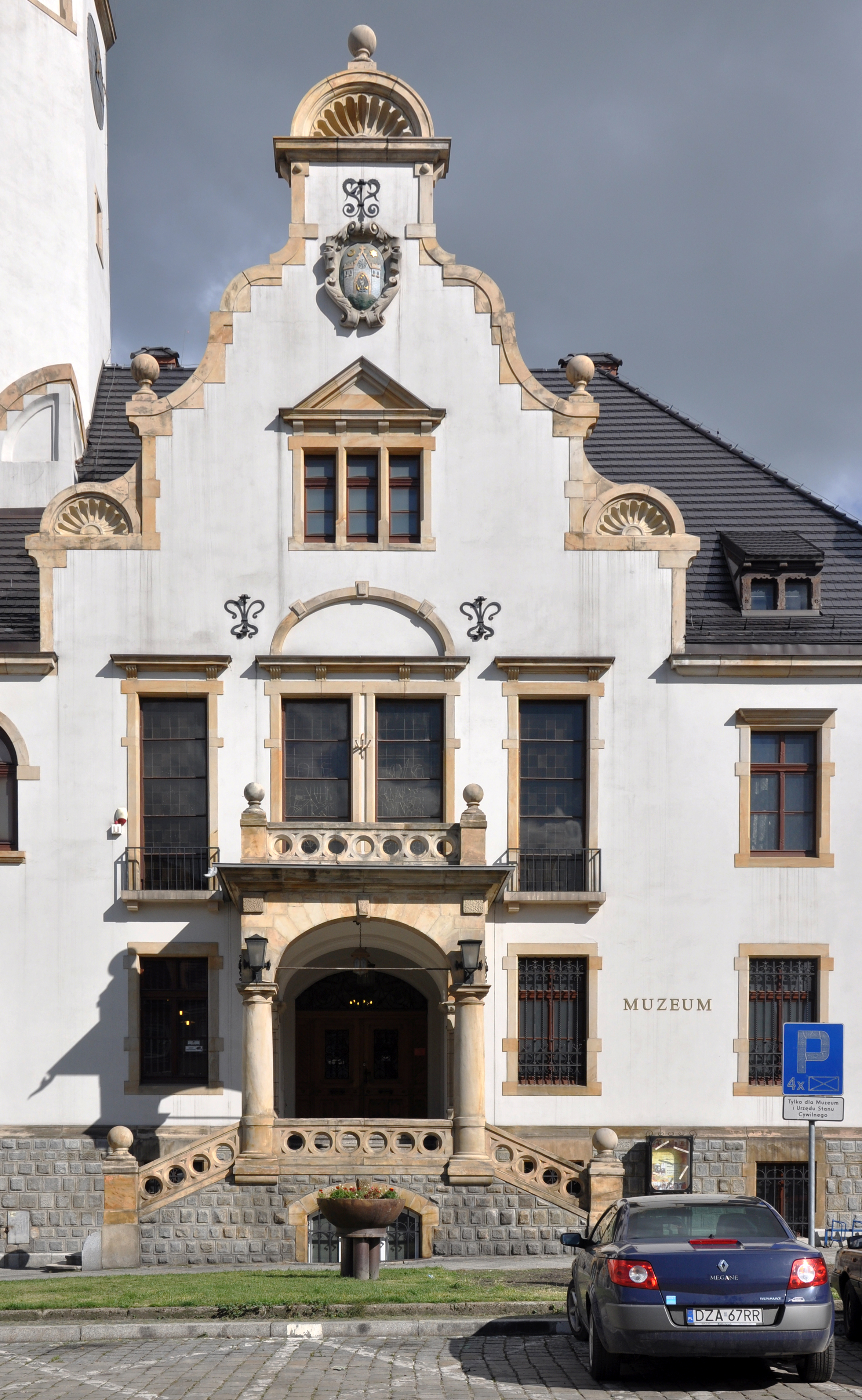
Muzeum Domu Śląskiego w Ziębicach

W Ziębicach znajduje się Muzeum Domu Śląskiego.

## Wspólnoty wyznaniowe
- Kościół Adwentystów Dnia Siódmego
  - zbór w Ziębicach
- Kościół Rzymskokatolicki:
  - parafia św. Jerzego
  - parafia Świętych Apostołów Piotra i Pawła
- Świadkowie Jehowy:
  - zbór Ziębice-Paczków (Sala Królestwa ul. Wałowa 50b)[28]

## Szlaki turystyczne
- Strzelin – Góra Szańcowa – Gościęcice Średnie – Skrzyżowanie pod Dębem – Gromnik – Dobroszów – Kalinka – Skrzyżowanie nad Zuzanką – Źródło Cyryla – Ziębice – Lipa – Rososznica – Stolec – Cierniowa Kopa – Kolonia Bobolice – Kobyla Głowa – Karczowice – Podlesie – Ostra Góra – Starzec – Księginice Wielkie – Sienice – Łagiewniki – Oleszna – Przełęcz Słupicka – Sulistrowiczki – Ślęża – Sobótka
- Nowina – Rozdroże pod Mlecznikiem – Raczyce – Henryków – Skalice – Skalickie Skałki – Skrzyżowanie nad Zuzanką – Bożnowice – Ostrężna – Miłocice – Gromnik – Jegłowa – Żeleźnik – Wawrzyszów – Grodków – Żarów – Starowice Dolne – Strzegów – Rogów – Samborowice – Szklary – Wilemowice leśniczówka – Biskupi Las – Dębowiec – Ziębice
- Ziębice – Osina Wielka – Starczówek – Lubnów – Chałupki – Paczków
- Ziębice – Lipa – Jasłówek – Krzelków – Zameczny Potok – Ciepłowody – Kawia Góra (Łysica) – Ruszkowice – Ostra Góra – Podlesie – Przerzeczyn-Zdrój – Grzybowiec – Piława Górna – Piława Dolna[29]